# Zeche Sutansbank
Die Zeche Sutansbank ist ein ehemaliges Steinkohlenbergwerk in Essen-Heisingen. Auf dem Feld des Bergwerks wurde bereits um das Jahr 1770 Abbau betrieben. Die Zeche Sutansbank gehörte zu den Gründungsmitgliedern des Vereins für Bergbauliche Interessen.

## Bergwerksgeschichte
Am 12. August des Jahres 1791 wurde die Konzession für den Kohlenabbau durch den Abt von Werden verliehen. Im Jahr 1793 erfolgte die Vereinigung mit der Zeche Werthsbank zu Sutansbank & Werthsbank. Am 28. März des Jahres 1799 wurde eine neue Konzession für die Werthsbank verliehen. Die Verleihung erfolgte für den Abbau in Flöz Kreftenscheer, anschließend wurde dieser Teil umbenannt in Zeche Abgunst. Im Jahr 1803 wurde die Zeche Sutansbank & Werthsbank wieder getrennt und danach außer Betrieb genommen. In den Jahren 1819 und 1820 wurden Schürfarbeiten durchgeführt. Am 3. November des Jahres 1852 wurde ein Längenfeld verliehen. Im Jahr 1856 wurden Ausrichtungsarbeiten durchgeführt, es wurde ein Hauptstollen in Richtung Nordosten aufgefahren. Im Jahr darauf wurde mit den Teufarbeiten für einen seigeren Schacht begonnen. Außerdem wurde der Hauptstollen weiter aufgefahren. Im Jahr 1858 wurde mit dem Schacht bei einer Teufe von 30¼ Lachtern ein Flöz durchörtert. Anschließend wurden die Teufarbeiten gestundet. Es wurde das Ort 1 angesetzt, außerdem wurde der Hauptstollen weiter aufgefahren. In diesem Jahr waren 13 Bergleute auf dem Bergwerk beschäftigt. Ab dem 4. Quartal des Jahres 1859 wurde das Bergwerk außer Betrieb genommen. Ab dem Jahr 1896 gehörte die Zeche Sutansbank zu den Rheinischen Anthracit-Kohlenwerken.